# Oskar Wallén
Oskar Wallén, född den 6 april 1992 i Kode, är en svensk före detta fotbollsspelare. 

## Karriär
Walléns moderklubb är Kode IF. Där hade han, tillsammans med ex-Öisaren Markus Anderberg, varit framgångsrik och gjort många mål. Säsongen 2009 vann han den interna skytteligan.
Inför säsongen 2011 gick Wallén till Örgryte IS. Under sin debutsäsong i klubben spelade han totalt 12 matcher (nio stycken från start), med resultatet fyra mål och två målgivande passningar. Formkurvan steg under säsongen 2012, året då Örgryte IS åter gick upp i Superettan, där Oskar Wallén var en av lagets viktigaste spelare. Totalt deltog han i 24 matcher, 20 från start, och poängutdelningen sköt i höjden. Med sina 13 mål blev han näst bäste målskytt i laget (Emil Karlsson vann inbördes skytteligan med 15 mål) och därför var han också en starkt bidragande orsak till att Örgryte IS tog chansen att åter kliva in i elitfotbollen.
I mitten av januari 2013 förlängde Oskar Wallén sitt kontrakt i Örgryte IS med två år. I samband med en U21-match på Rambergsvallen mot BK Häcken en dag i mitten av oktober 2013 drog Oskar Wallén av sitt korsband i höger knä. En skada som innebar en lång skadefrånvaro och där han snuvades från att delta i säsongsavslutningen.
I februari 2016 gick Wallén till Utsiktens BK. Under hösten 2017 återvände han till moderklubben Kode IF och gjorde åtta mål på sju matcher i division 4. Under 2021 och 2022 gjorde Wallén nio mål på 11 matcher för klubben i division 5. Sommaren 2022 gick han till division 2-klubben Stenungsunds IF. I augusti 2023 fick Wallén avsluta sin fotbollskarriär efter råkat ut för en ny korsbandsskada.